# Bombenanschlag von Vantaa

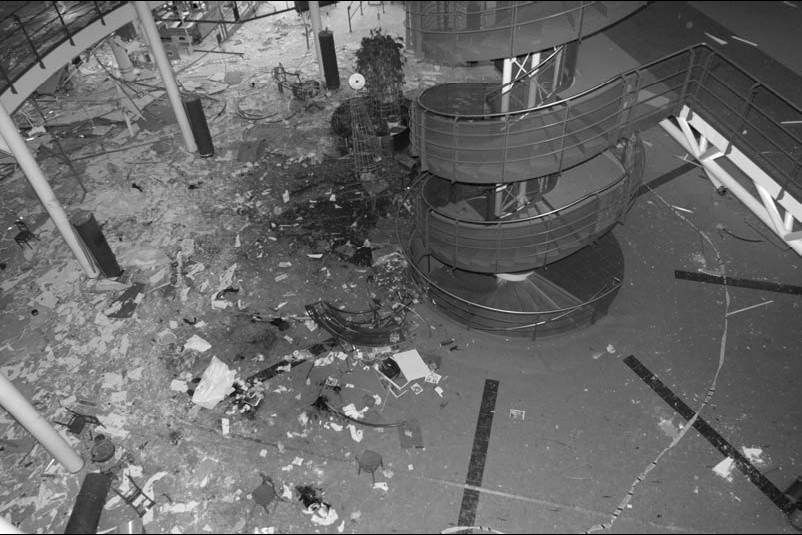
Das Einkaufszentrum nach der Explosion

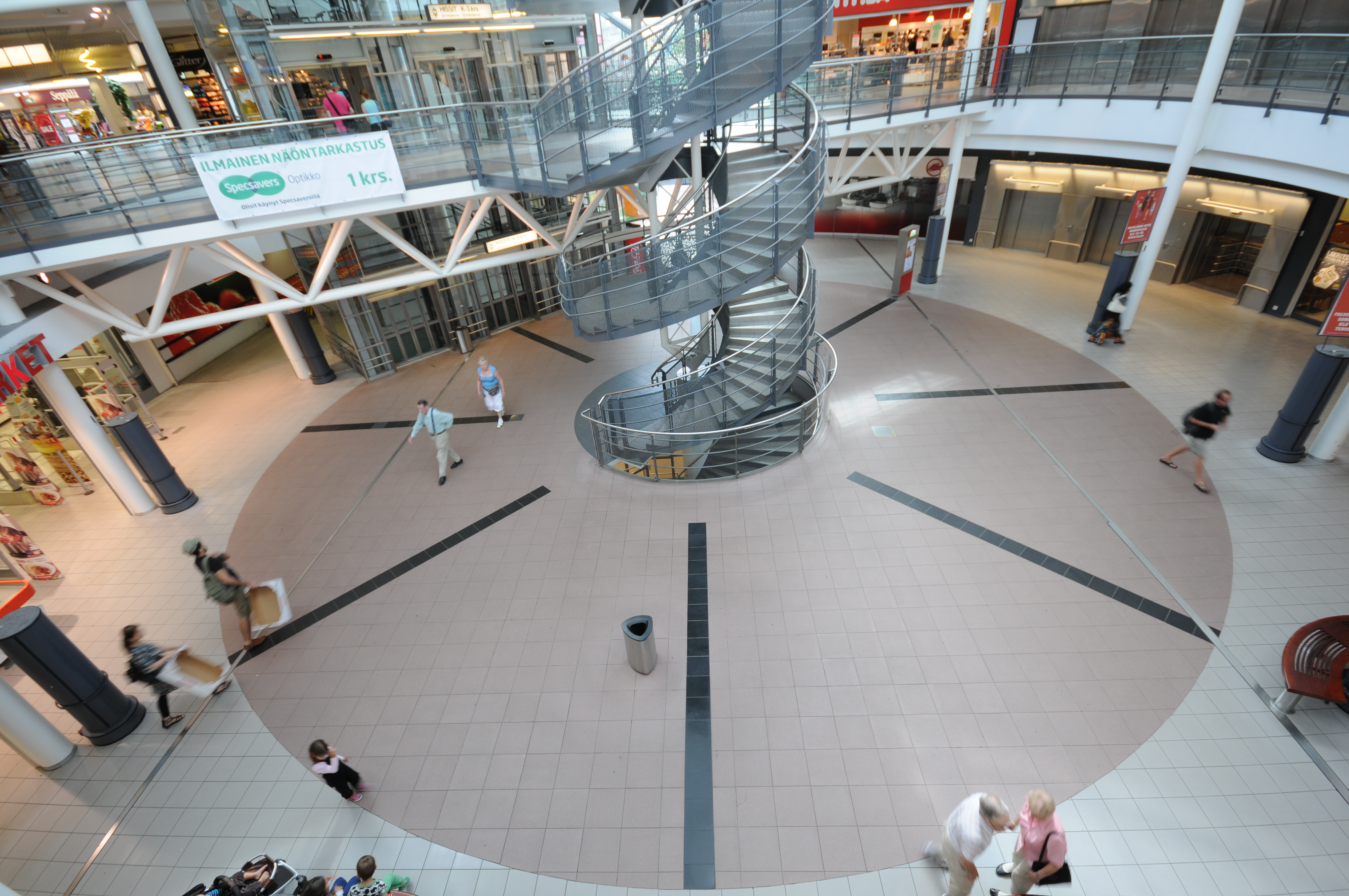
Gleicher Ort 2011

Der Bombenanschlag von Vantaa am 11. Oktober 2002 war ein Bombenanschlag auf das Einkaufszentrum Myyrmanni im Westen der finnischen Stadt Vantaa. Sechs Menschen und der Täter selbst kamen um, weitere 166 Menschen wurden verletzt. Beim Täter handelte es sich um den 19-jährigen Petri Erkki Tapio Gerdt, der am 17. April 1983 geboren wurde  und der an der Hochschule Espoo-Vantaa Chemie studierte.
In seiner Freizeit baute er hobbymäßig kleinere Bomben und zündete diese im naheliegenden Wald. Die Bombe bestand aus einem 2–3 Pfund schweren ANNM-Sprengstoff sowie Schrotflintenhülsen, die vermutlich Splitterwirkung entfalten sollten.